# Подбельцев, Виктор Иванович
Виктор Иванович Подбельцев (1 января 1929 — 12 января 2004, Севастополь) — советский кораблестроитель, хозяйственный, государственный и политический деятель.

## Биография
Родился в 1929 году на Урале. Член КПСС.
С 1949 года — на хозяйственной, общественной и политической работе. В 1949—1986 годах — мастер, инженер, инженер-конструктор, начальник цеха, заместитель директора, директор Севастопольского морского завода, генеральный директор производственного объединения «Севастопольский морской завод имени Серго Орджоникидзе».
За создание отечественного тяжёлого морского плавкраностроения на базе семейства высокоэффективных самоходных плавучих кранов «Черноморец» и «Богатырь» многоцелевого назначения был в составе коллектива удостоен Государственной премии СССР в области науки и техники 1974 года.
Делегат XXV и XXVI съездов КПСС.
Умер в Севастополе в 2004 году.